# Europacup I hockey vrouwen 2007
De 34ste editie van de Europacup I voor vrouwen werd gehouden van 25 mei tot en met 28 mei 2007 in Bakoe.
De hockey dames van Hockeyclub 's-Hertogenbosch wonnen de finale met 2-1 van Leicester HC

## Poule-indeling

### Eindstand Groep A
| Team                   | Pnt | GS | W | G | V | DV | DT | DS  |
| ---------------------- | --- | -- | - | - | - | -- | -- | --- |
| 1. HC 's-Hertogenbosch | 9   | 3  | 3 | 0 | 0 | 16 | 0  | +16 |
| 2. Atasport            | 6   | 3  | 2 | 0 | 1 | 12 | 8  | +4  |
| 3. Grove               | 1   | 3  | 0 | 1 | 2 | 4  | 12 | −8  |
| 4. Kolos Borispol      | 1   | 3  | 0 | 1 | 2 | 1  | 13 | −12 |

### Eindstand Groep B
| Team             | Pnt | GS | W | G | V | DV | DT | DS |
| ---------------- | --- | -- | - | - | - | -- | -- | -- |
| 1. Leicester HC  | 9   | 3  | 3 | 0 | 0 | 7  | 0  | +7 |
| 2. Berliner HC   | 4   | 3  | 1 | 1 | 1 | 6  | 6  | 0  |
| 3. Volga Telecom | 3   | 3  | 1 | 0 | 2 | 4  | 8  | −4 |
| 4. Rhythm Grodno | 1   | 3  | 0 | 1 | 2 | 3  | 6  | −3 |

## Poulewedstrijden

### Vrijdag 25 mei 2007
- 10.00 B Leicester HC - Volga Telecom (0-0) 3-0
- 12.00 B Berliner HC - Rhythm Grodno (0-0) 2-2
- 14.00 A HC 's-Hertogenbosch - Kolos Borispol (0-0) 5-0
- 17.30 A Atasport - Bonagrass Grove (2-2) 5-3

### Zaterdag 26 mei 2007
- 11.00 B Leicester HC - Rhythm Grodno (0-0) 2-0
- 13.00 B Berliner HC - Volga Telecom (0-0) 4-2
- 15.30 A HC 's-Hertogenbosch - Bonagrass Grove (0-0) 6-0
- 17.30 A Atasport - Kolos Borispol (0-0) 7-0

### Zondag 27 mei 2007
- 11.00 B Leicester HC - Berliner HC (0-0) 2-0
- 13.00 B Rhythm Grodno - Volga Telecom (0-0) 1-2
- 15.30 A Grove - Kolos Borispol (0-0) 1-1
- 17.30 A HC 's-Hertogenbosch - Atasport (3-0) 5-0

## Finales

### Maandag 28 mei 2007
- 4e A - 3e B Kolos Borispol - Volga Telecom (0-0) 0-6
- 3e A - 4e B Bonagrass Grove - Rhythm Grodno (0-0) 1-3
- 2e A - 2e B Atasport - Berliner HC (2-1) 2-2 2-4 (na strafballen)
- 1e A - 1e B HC 's-Hertogenbosch - Leicester HC 2-1 (0-0)

## Einduitslag
1.  HC 's-Hertogenbosch 

2.  Leicester HC 

3.  Berliner HC 

4.  Atasport 

5.  Volga Telecom 

5.  Rhythm Grodno 

7.  Bonagrass Grove 

7.  Kolos Borispol

## Kampioen
| Europacup I 2007               |
| ------------------------------ |
| HC 's-Hertogenbosch 8ste titel |